# Keego Harbor

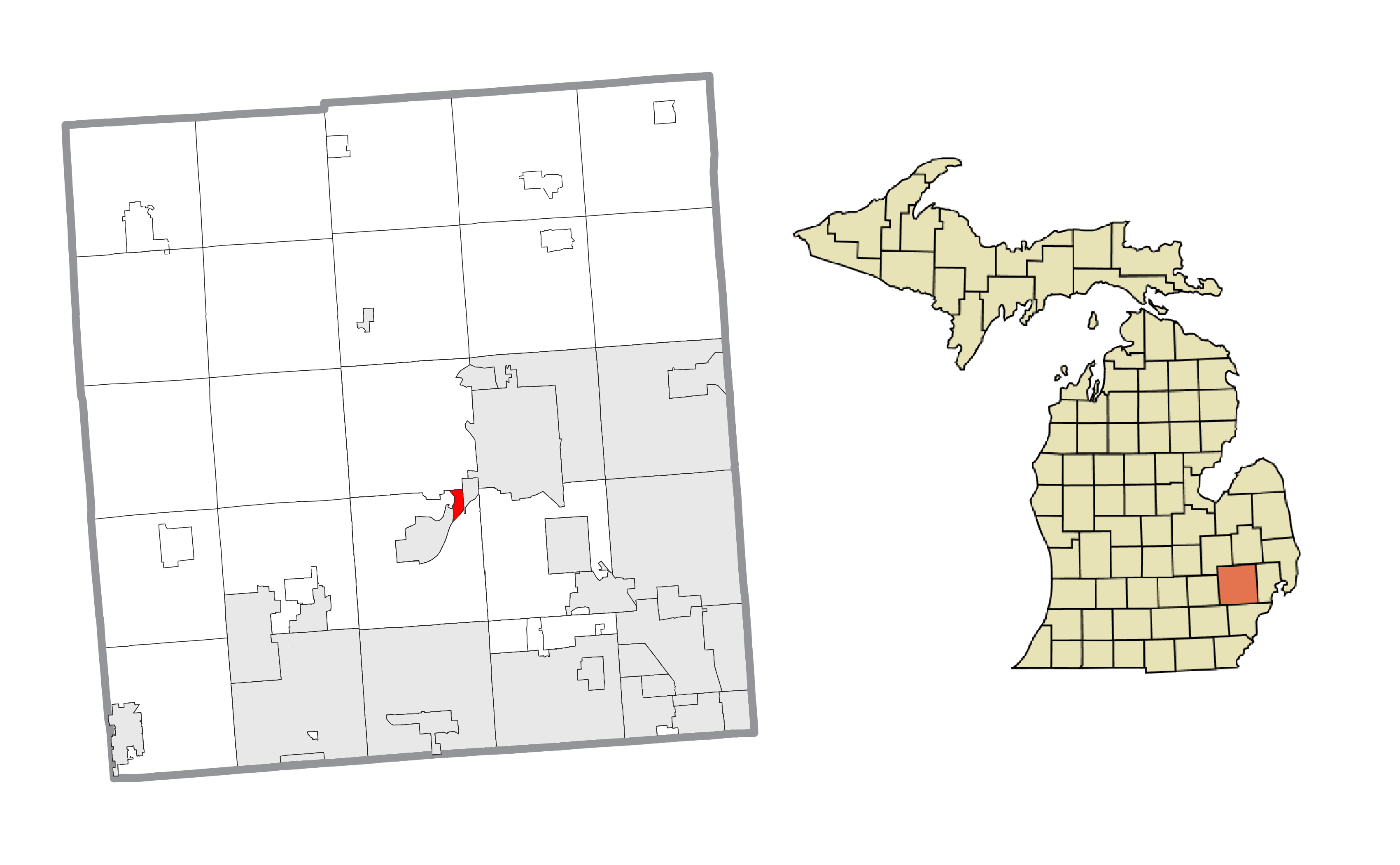
Posição de Kigo Harbor no Condado de Oakland

Keego Harbor é uma cidade localizada no estado americano de Michigan, no Condado de Oakland.

## Demografia
Segundo o censo americano de 2000, a sua população era de 2769 habitantes.
Em 2006, foi estimada uma população de 2844, um aumento de 75 (2.7%).

## Geografia
De acordo com o United States Census Bureau tem uma área de 1,4 km², dos quais 1,3 km² cobertos por terra e 0,1 km² cobertos por água.

## Localidades na vizinhança
O diagrama seguinte representa as localidades num raio de 8 km ao redor de Keego Harbor.